# Nostradamus – the fate of man
Nostradamus – the fate of man is het dertiende muziekalbum van de Nederlandse progressieve-rockband Kayak.

## Geschiedenis
Het album na Merlin - bard of the unseen opnieuw een rockopera; deze is nu gebaseerd op de verhalen rond Nostradamus, gezien vanuit het standpunt van Yves de Lessines. Opvallend aan het album is de terugkeer van voormalig Kayakzanger Edward Reekers; het bleek een blijvertje, want op het volgend album heeft hij net als in het verleden de eerste zangstem. Scherpenzeel is door het vertrek van Bert Veltkamp teruggekeerd naar zijn eerste liefde; de basgitaar.
In tegenstelling tot het vorig album dat in een aantal studio's was opgenomen, heeft de band nu voor een centrale plaats gekozen; de Studio Art in Hilversum; alleen het slagwerk (Weesp) en het koor (Doetinchem) werden elders opgenomen.
Het was het laatste album met Bert Heerink; hij ging voor een solocarrière. Tijdens de concertreeks die het album begeleidde, speelde Jan van Olffen de basgitaar; hij zou bij Kayak blijven. Marc Dollevoet, Marloes van Woggelum en Marjolein Teepen zongen aanvullende partijen tijdens de concertreeks.

## Musici

### Kayak
- Ton Scherpenzeel – toetsinstrumenten, basgitaar, accordeon, zang
- Pim Koopman – slagwerk, toetsinstrumenten, gitaar, percussie, zang
- Bert Heerink - zang (stem "The Astrologer")
- Cindy Oudshoorn - zang (stem "The Astrologer's Second Wife")
- Joost Vergoossen - gitaar
- Rob Vunderink - gitaar, zang (stem "The Opposition")
- Edward Reekers - zang (stem "The Monk")
- Monique van der Ster - zang (stem "The Queen")
- Syb van der Ploeg - zang (stem "The Scientist")

### Gasten
- Marjolein Teepen - zang (stem "The Flying Squadron")
- Eddy Koopman - percussie
- Rens van der Zalm – fiddle
- The Nostradamus Choir - zang (stem "The People")
- Valentijn Achterberg - zang (stem: "The Boy")

## Composities
Alle teksten van Irene Linders en Ton Scherpenzeel; muziek zoals aangegeven

| Nr. | Titel                                                       | Duur |
| --- | ----------------------------------------------------------- | ---- |
| 1.  | The Secret Study (Koopman)                                  | 1:46 |
| 2.  | Overture - A Strange And Cryptic Tale (Scherpenzeel)        | 3:03 |
| 3.  | Friend Of The Stars 1 (Scherpenzeel)                        | 4:17 |
| 4.  | Celestial Science (Scherpenzeel)                            | 3:50 |
| 5.  | The Student (Scherpenzeel)                                  | 1:22 |
| 6.  | Dance Of Death 1 (Koopman)                                  | 3:24 |
| 7.  | Fresh Air, Running Water, Rose Pills (Scherpenzeel/Koopman) | 4:09 |
| 8.  | The Monk's Comment 1 (Scherpenzeel)                         | 0:43 |
| 9.  | Seekers Of Truth 1 (Koopman)                                | 4:14 |
| 10. | Dance Of Death 2 (Koopman)                                  | 1:04 |
| 11. | Save My Wife (Scherpenzeel)                                 | 5:24 |
| 12. | The Monk's Comment 2 (Scherpenzeel)                         | 0:30 |
| 13. | Pagan's Paradise (Scherpenzeel)                             | 4:23 |
| 14. | The Inquisition (Scherpenzeel)                              | 5:31 |
| 15. | The Wandering Years (Koopman)                               | 4:41 |
| 16. | The Monk's Comment 3 (Scherpenzeel)                         | 0:48 |
| 17. | If History Was Mine Alone (Scherpenzeel)                    | 2:57 |
| 18. | Friend Of The Stars 2 (Scherpenzeel)                        | 0:37 |

| Nr. | Titel                                               | Duur |
| --- | --------------------------------------------------- | ---- |
| 1.  | A Man With Remarkable Talents (Scherpenzeel)        | 3:30 |
| 2.  | Settle Down (Scherpenzeel)                          | 4:21 |
| 3.  | The Monk's Comment 4 (Scherpenzeel)                 | 0:41 |
| 4.  | The Flying Squadron (Koopman)                       | 4:14 |
| 5.  | Dance Of Mirrors (Scherpenzeel)                     | 3:22 |
| 6.  | A Royal Invitation (Koopman)                        | 1:15 |
| 7.  | A Cruel Death + The Monk's Comment 5 (Scherpenzeel) | 3:57 |
| 8.  | Tell Me All (Scherpenzeel)                          | 3:27 |
| 9.  | The Tournament (Koopman)                            | 4:12 |
| 10. | The Golden Cage (Scherpenzeel)                      | 2:08 |
| 11. | Seekers Of Truth 2 (Koopman)                        | 2:00 |
| 12. | Living In Two Realities (Scherpenzeel)              | 4:11 |
| 13. | Act Of Despair (Koopman)                            | 4:22 |
| 14. | The Secret Study 2 (Koopman)                        | 1:41 |
| 15. | The Centuries (Scherpenzeel/Koopman)                | 5:03 |
| 16. | You Won't Find Me Alive At Sunrise (Scherpenzeel)   | 3:19 |
| 17. | Friend Of The Stars 3 (Scherpenzeel)                | 1:13 |
| 18. | Epilogue - The Fate Of Man (Scherpenzeel)           | 2:57 |

## Verkorte versie
Van het album verscheen ook een korte uitgave met de volgende tracks:

| Nr. | Titel                         | Duur  |
| --- | ----------------------------- | ----- |
| 1.  | Friend Of The Stars 1         | 4:17  |
| 2.  | Celestial Science             | 3:50  |
| 3.  | Seekers Of Truth 1            | 4:14  |
| 4.  | Save My Wife                  | 5:24  |
| 5.  | Pagan's Paradise              | 4:23  |
| 6.  | The Wandering Years           | 4:41  |
| 7.  | A Man With Remarkable Talents | 3:30  |
| 8.  | Settle Down                   | 4:21  |
| 9.  | Tell Me All                   | 3:27  |
| 10. | Living In Two Realities       | 4:11  |
| 11. | Act Of Despair                | 4:22  |
| 12. | Verhaal in Engels             | 13:16 |
| 13. | Verhaal in Nederlands         | 11:58 |

## Albumlijst
Deze verkorte versie onder de naam Excerpts from Nostradamus - the fate of man haalde de albumlijsten. De oorspronkelijke versie niet.

## Hitnotering
| "Nostradamus – the fate of man" in de Nederlandse Album Top 100 - binnen: 24-04-2005 | "Nostradamus – the fate of man" in de Nederlandse Album Top 100 - binnen: 24-04-2005 | "Nostradamus – the fate of man" in de Nederlandse Album Top 100 - binnen: 24-04-2005 | "Nostradamus – the fate of man" in de Nederlandse Album Top 100 - binnen: 24-04-2005 | "Nostradamus – the fate of man" in de Nederlandse Album Top 100 - binnen: 24-04-2005 |
| Week                                                                                 | 01                                                                                   | 02                                                                                   | 03                                                                                   |                                                                                      |
| ------------------------------------------------------------------------------------ | ------------------------------------------------------------------------------------ | ------------------------------------------------------------------------------------ | ------------------------------------------------------------------------------------ | ------------------------------------------------------------------------------------ |
| Nummer                                                                               | 91                                                                                   | 87                                                                                   | 95                                                                                   | uit                                                                                  |